# Lista de feriados de Macau (China)

## Feriados
Segue-se uma lista dos feriados da Região Administrativa Especial de Macau:
| Data           | Nome                                                                           | Observações                                                            |
| -------------- | ------------------------------------------------------------------------------ | ---------------------------------------------------------------------- |
| 1 de janeiro   | Ano Novo (ou Fraternidade Universal)                                           |                                                                        |
| Variável       | Ano Novo Lunar Chinês                                                          | Celebrado em finais de janeiro ou princípios de fevereiro.             |
| Variável       | Cheng Ming                                                                     | Dia de Finados na tradição chinesa, celebrado normalmente em abril.    |
| Variável       | Morte de Cristo                                                                | Celebrado numa sexta-feira, em finais de março ou princípios de abril. |
| Variável       | Véspera da Ressurreição de Cristo                                              | Celebrado num sábado, um dia depois da Morte de Cristo.                |
| 1 de maio      | Dia do Trabalhador                                                             |                                                                        |
| 11 de maio     | Dia do Buda                                                                    |                                                                        |
| 6 de junho     | Tung Ng (ou Barco Dragão)                                                      |                                                                        |
| 13 de setembro | Dia seguinte ao Chong Chao (ou Bolo Lunar)                                     |                                                                        |
| 1 de outubro   | Implantação da República Popular da China                                      |                                                                        |
| 2 de outubro   | Dia seguinte à Implantação da República Popular da China                       |                                                                        |
| 6 de outubro   | Chong Yeong (ou Culto dos Antepassados)                                        | Dia reservado ao culto dos antepassados na tradição chinesa.           |
| 2 de novembro  | Dia de Finados                                                                 | Celebrado por pessoas de tradição católica e ocidental.                |
| 8 de dezembro  | Imaculada Conceição                                                            | Dia da Padroeira de Portugal                                           |
| 20 de dezembro | Dia Comemorativo do Estabelecimento da Região Administrativa Especial de Macau |                                                                        |
| 21 de dezembro | Solstício de Inverno                                                           |                                                                        |
| 24 de dezembro | Véspera de Natal                                                               |                                                                        |
| 25 de dezembro | Natal                                                                          |                                                                        |

## Datas em2025
| Data           | Dia da semana | Feriado                                                                        |
| -------------- | ------------- | ------------------------------------------------------------------------------ |
| 1 de janeiro   | Quarta-feira  | Ano Novo                                                                       |
| 1 de fevereiro | Terça-feira   | Ano Novo Lunar Chinês                                                          |
| 2 de fevereiro | Quarta-feira  | Ano Novo Lunar Chinês                                                          |
| 3 de fevereiro | Quinta-feira  | Ano Novo Lunar Chinês                                                          |
| 4 de fevereiro | Sexta-feira   | Ano Novo Lunar Chinês                                                          |
| 5 de abril     | Terça-feira   | Dia do Cheng Ming                                                              |
| 15 de abril    | Sexta-feira   | Sexta-feira Santa                                                              |
| 16 de abril    | Sabado        | Sábado Santo                                                                   |
| 1 de maio      | Quinta-feira  | Dia do Trabalhador                                                             |
| 11 de maio     | Quarta-feira  | Dia do Buda                                                                    |
| 3 de junho     | Sexta-feira   | Tung Ng (ou Barco Dragão)                                                      |
| 13 de setembro | Terça-feira   | Dia seguinte ao Chong Chao (ou Bolo Lunar)                                     |
| 1 de outubro   | Sábado        | Implantação da República Popular da China                                      |
| 2 de outubro   | Domingo       | Dia seguinte à Implantação da República Popular da China                       |
| 6 de outubro   | Quinta-feira  | Dia do Chong Yeong (ou Culto dos Antepassados)                                 |
| 2 de novembro  | Quarta-feira  | Dia de Finados                                                                 |
| 8 de dezembro  | Quinta-feira  | Imaculada Conceição                                                            |
| 20 de dezembro | Terça-feira   | Dia Comemorativo do Estabelecimento da Região Administrativa Especial de Macau |
| 21 de dezembro | Quarta-feira  | Solstício de Inverno                                                           |
| 24 de dezembro | Sábado        | Véspera de Natal                                                               |
| 25 de dezembro | Domingo       | Natal                                                                          |

1. ↑  «Ordem Executiva n.º 60/2000» – via Imprensa Oficial